# Força Aérea Mexicana
A Força Aérea Mexicana (FAM) (em espanhol: Fuerza Aérea Mexicana) é um dos componentes das forças armadas do Ministério da Defesa Nacional. Destina-se a defender a integridade, independência e soberania do México, para garantir a segurança interna, auxiliar o público, quando as necessidades públicas, realizando ações cívicas e projetos sociais que tendem a progredir no país e de desastres, ajudar manter a ordem, ajudar as pessoas, e à reconstrução das zonas afetadas.
O termo Força Aérea Mexicana refere-se a todos os equipamentos aéreos e pessoal de apoio para ajudá-lo, que é utilizado pelo Colégio da Força Aérea, Marinha, Exército e Estado Maior Presidencial Nacional. O comando supremo da Força Aérea Mexicana é o presidente da República.
O FAM tem a distinção de ter empregado em observações o combate aéreo desde 1914. Desde que foi reorganizada em 1920, nunca um governo eleito foi deposto pela força, uma vez que o ajudou a sufocar rebeliões da FAM e deu origem múltipla territorial, militar e religioso. A Força Aérea Mexicana também serviu com distinção durante a Segunda Guerra Mundial, nas Filipinas e Formosa.

## História
A história da Força Aérea Mexicana está fortemente ligada à história da aviação no México, remontado em 1906, apenas três anos após o nascimento do avião, quando o então presidente Porfirio Díaz que estava interessado em aviões e balões militares.

### Revolução Mexicana
No final de 1909 foi enviado um capitão de engenheiros e um membro da equipe do Estado-Maior do exército mexicano ao Colégio Armée de l'Air, na França para estudar administração de balões e dirigíveis, mas a eclosão da Revolução Mexicana em 1910, não foram usados aviões diretamente como meio de combate aéreo durante a queda de Porfírio Diaz. No entanto, após o exílio de Diaz, alguns aviões foram utilizados pelos revolucionários para contrabandear armas e correspondência através da fronteira com os EUA.
Dois anos mais tarde, as tropas Huertistas utilizando dois aviões Blériot XI para o transporte de alguns funcionários em 1912. Mas foi até o Exército Constitucionalista deu um duro golpe para o governo de Huerta, que levantou a ideia de formar uma unidade aérea que teve um papel fundamental no combate contra as tropas federais. Em 1913, quando o então governador de Coahuila, Venustiano Carranza, formou um novo exército contra o governo de Huerta, foi influenciado por diversos oficiais, incluindo dois de seus sobrinhos, a utilização de aviões como meio de guerra. Carranza concordou e mandou seus dois sobrinhos, os irmãos Alberto e Gustavo Salinas, juntamente com Juan Pablo Suarez e Eduardo Aldasoro para a escola Moisant International, em Nova York para estudar aviação. Após completar seus estudos, voltou para o México. Com a eclosão d um novo conflito armado, se juntou ao exército como tenente de Artilharia, enquanto o exército não tem aeronaves no momento.
Poucos meses depois, funcionários do governo mexicano viajou para Los Angeles e comprou um modelo Biplano Martin. O avião estava em caixas desmontadas e chegou via ferroviária para Tucson, no entanto, o governo de Huerta havia sido alertado a compra da aeronave. A Embaixada do México em Washington contatou as autoridades em Tucson e os americanos tomaram o avião, mas em 16 de maio, os constitucionalistas, com ajuda de contrabandistas dos Estados Unidos, roubaram bancos e introduziram-nos no México. As caixas foram enviadas para Hermosillo, com o aparelho ainda não montado.

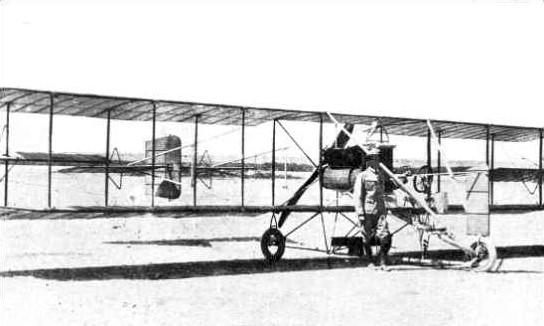
OSonora, Avião do tipo Martin. México, 1913.

Depois que o dispositivo foi montado e completou alguns horas de voo, a aeronave foi batizada com o nome de Sonora, fundando a "Frota Aérea do Nordeste", Em seguida, a aeronave foi transportado via ferrovia para Guaymas, um lugar ainda sob o controle de Huerta. O Sonora foi usado para lançar propaganda e pequenas bombas sobre o inimigo, mas não conseguiu causar muito dano. Paralelo a isso, o trabalho de observação Sonora ajudou a obter informações sobre os movimentos do Huerta, que dificilmente pode ser alcançado por terra.
Em 14 de abril de 1914 foi feito um ataque aéreo quando o piloto Gustavo Salinas, pilotando uma aeronave Sonora, lançou bombas no navio Huerta Guerrero perto do porto de Topolobampo, Sinaloa. Embora nenhuma das bombas atingiram o alvo, forçando o navio inimigo voltar ao mar aberto, que permitiu que as tropas de Carranza tomassem o porto de Guaymas, e tomou o navio Tampico para ser usado contra Huerta. Hoje, esse confronto é conhecido como a Batalha de Topolobampo, que foi a primeira batalha aérea naval da história.
Em maio de 1914, Obregón avançou-se para Mazatlán e os aviões bombardearam a cidade, destruindo dois canhões navais e causando várias vítimas no exército Huertista. No entanto, as bombas também atingiu vários civis e feriu o embaixador francês. Os ataques aéreos feito pelo Sonora foram bastante eficazes na destruição de postos de comando Huertista em Hermosillo. Em meados de maio de 1914, o Sonora capotou na aterrissagem e foi destruído, marcando o fim da "Esquadrilha Aérea do Nordeste".

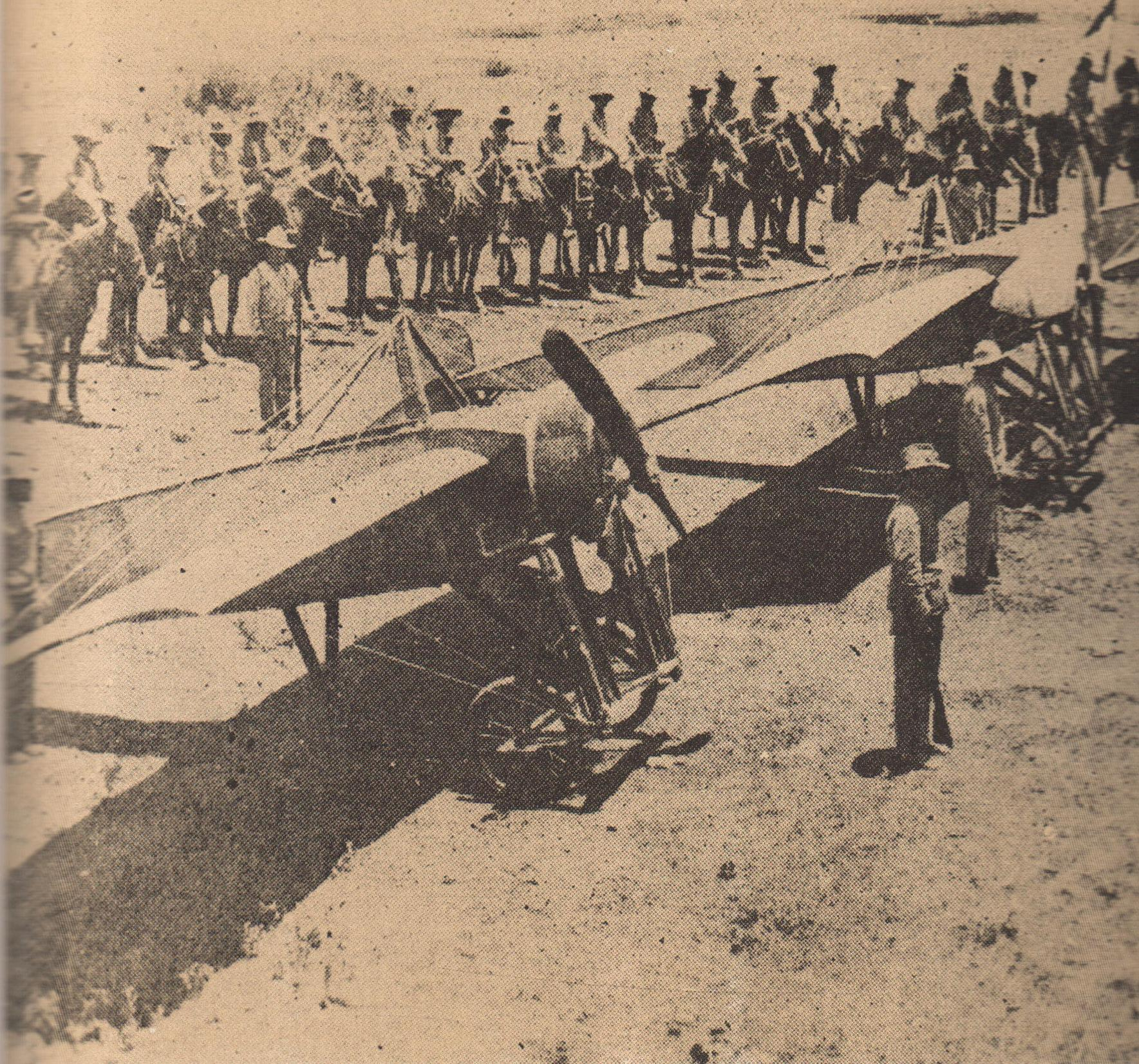
Aeronaves da Aviação Militar do Mexico,1915.

Em janeiro de 1915 funcionários de Carranza reorganizou vários pilotos, aeronaves se reuniram e formaram a "Frota Aérea do Exército Constitucionalista".A primeira batalha na qual participou a unidade foi em 5 de janeiro de 1915 na cidade de Puebla contra os Zapatistas, bombardeando o Forte de Loreto e causando várias vítimas.. Após esta batalha a frota foi transferido para Veracruz. Em 5 de fevereiro de 1915 o braço aéreo do Exército Constitucionalista foi oficialmente decretado como "Arma de Aviação Militar" do general Venustiano Carranza.

Em 15 de novembro de 1915 foram inauguradas as Oficinas de Construção da Aeronáutica Nacional (TNCA) e a Escola Nacional de Aviação; instalações que iria construir aviões e motores no México, e preparar os pilotos. A aeronave construída no México série TNCA "A", "B", "C", "E", "G" e "H", este último com notáveis avanços tecnológicos. A nascente indústria aeronáutica no México produziu avanços significativos em engenharia aeronáutica na época, incluindo o Hélice Anáhuac que chegou a ser usado em várias partes do mundo e os aviões da série "A" e, posteriormente, foram equipados com motores Aztatl e México SS, que teve um magnífico rendimento.
Entre 1915 e 1920 a FAM participou do governo de Carranza com missões de combate e observação contra a forças do rebelde Manuel Peláez, que teve um forte controle sobre os campos de petróleo da Região Huasteca.

### A Revolução de 1920
Em agosto de 1920 o presidente interino Adolfo de la Huerta contratou três famosos veteranos pilotos estrangeiros da Primeira Guerra Mundial para treinar os pilotos mexicanos, em táticas modernas, e organizar uma força aérea independente e funcional. Os Instrutores estrangeiros eram o norte-americano Ralph O'Neill,
 o alemão Fritz Bieler e o francês Joe Ben Lievre. Ralph O'Neill foi designado instrutor em-chefe da Escola de Aviação Militar e colocados sob o comando do General Piloto de Aviação Gustavo Salinas. Os instrutores Mexicanos eram Alberto Salinas Carranza, Horacio Ruiz Gaviño, os irmãos Juan Pablo e Eduardo Aldasoro Suárez e Alfonso Virgen Meza.

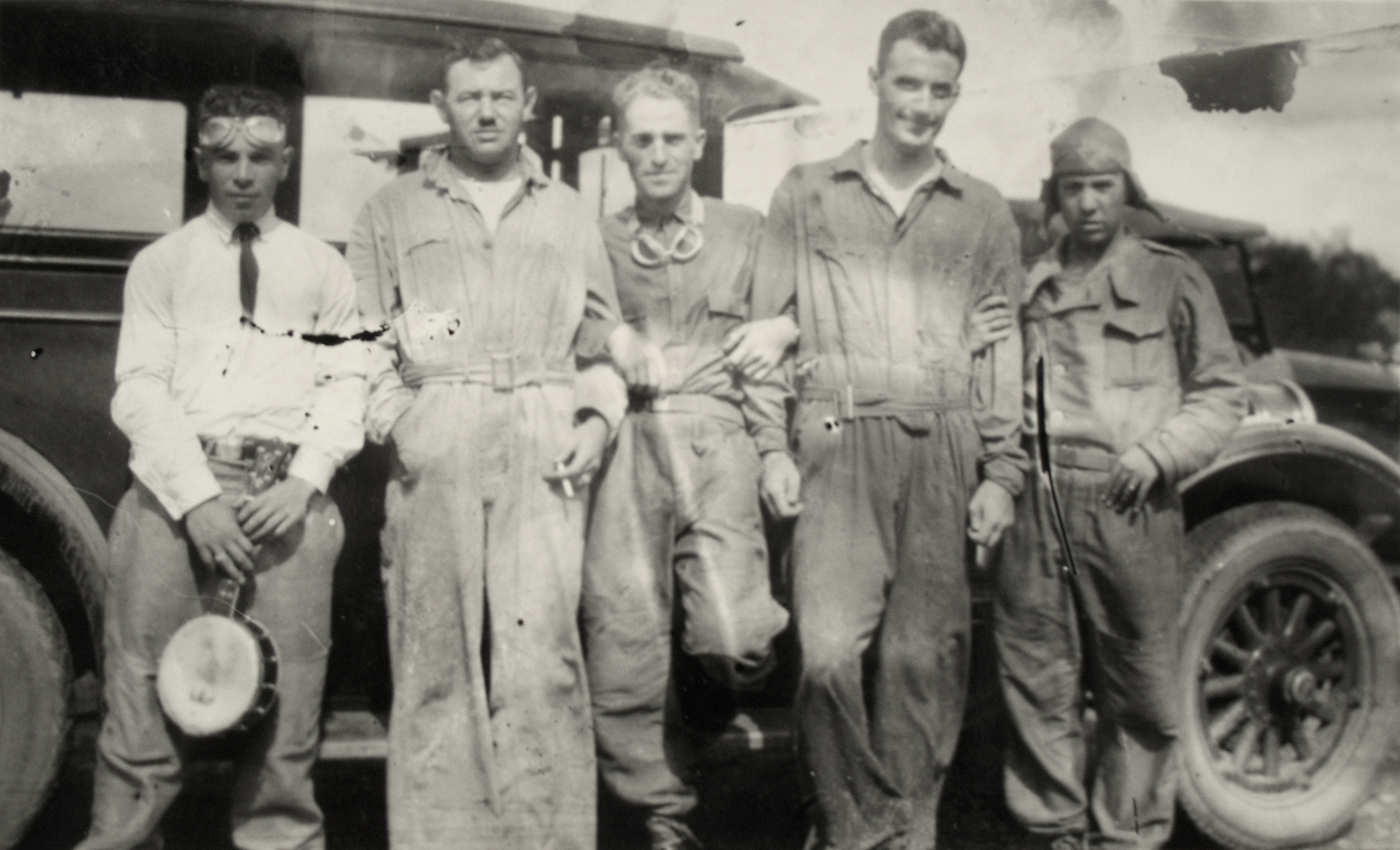
Alfredo Lezama Álvarez, Rafael Ponce de León e no meio Luis Farell Cubillas no ; A extrema direita está Manuel Solís. 1924.

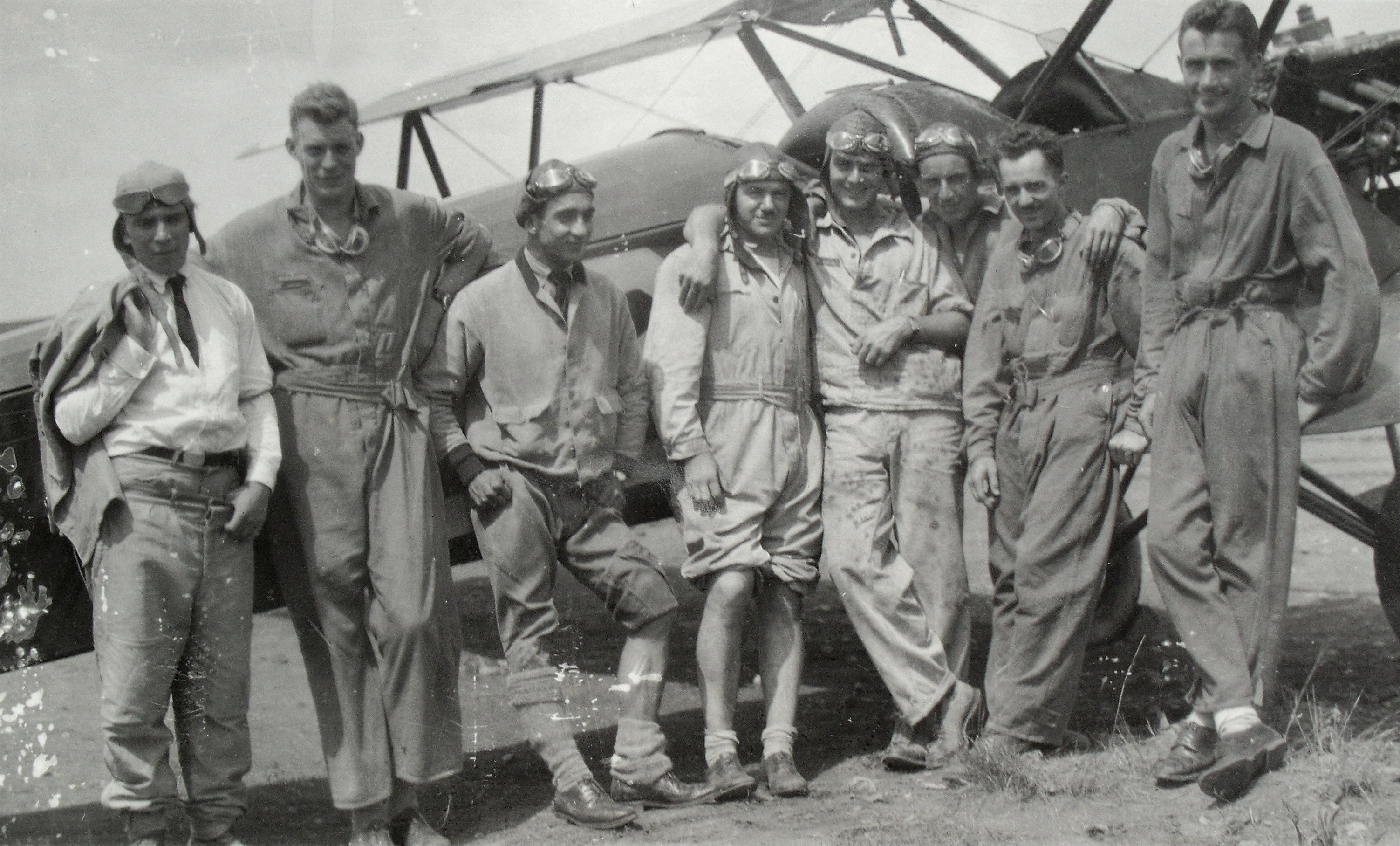
Alfredo Lezama Álvarez, X, Manuel Solís, seguido de Rafael Ponce de León; o sétimo é Roberto Fierro. 1924.

De 1923 a 1929 o México esteve envolvido em várias revoltas religiosas, territoriais e militares. É por isso que a FAM estavam se movendo rapidamente em todo o país para apoiar o exército federal. Esta foi uma época que, dada a escassez causada pela guerra na Europa, o México tinha apenas 18 aviões: quatro Biplanos Brown e alguns TNCA especiais feitos no México. O Coronel O'Neill relatou ao general Plutarco Elías Calles que a maioria da frota disponível (13 aeronaves em serviço e 5 em reparação) deveria ser substituído porque não podia continuar a ser utilizado por estar ultrapassado e desgastado. O México, em seguida, adquiriu a britânica  Avro 504K e 504J, que passaria então a ser fabricado no México sob o nome de Avro Anahuac. Além disso, em maio de 1920 o México adquiriu treze bombardeiros bimotores Farman F-50.
Em 7 de dezembro de 1923 por parte do presidente Adolfo de la Huerta, de deu um golpe militar conhecido como a Rebelião de Huerta contra o governo de Álvaro Obregón, tendo como argumentos ao Tratado de Bucareli e Obregón pretendia levar a presidência ao general Plutarco Elías Calles. A situação era extremamente crítica, pois, juntamente com Adolfo de la Huerta, subiu cerca de sessenta por cento do Exército Nacional. A desvantagem numérica das forças federais contra a dominação militar dos huertistas estava equilibrado e superou graças ao que Obregón conseguiu a venda de armas, aviões e equipamento que autorizou o governo americano. Desde o início dos conflitos, o México recebeu aeronaves De Havilland DH-4B motor Liberty, armados com metralhadoras Lewis e Vickers capazes de transportar bombas.
Em 29 de janeiro de 1924 travou se a batalha decisiva que marcou o declínio na estação Esperanza. localizada na fronteira entre Puebla e Veracruz, onde as forças federais saiu vitorioso. Daqui psra s frente os Huerta foram derrotados em todas as batalhas. Caiu Córdoba e depois Orizaba. Logo depois caiu o porto de Veracruz, onde em 5 de fevereiro os huertistas fugiram em direção ao porto de Frontera, Tabasco, e depois embarcou para Havana com destino aos Estados Unidos. A performance da Força Aérea neste golpe militar foi decisiva para derrotar os rebeldes.
Quando o presidente Plutarco Elías Calles promoveu a criação da Igreja Católica Apostólica Mexicana, independente de Roma, um conflito eclodiu, particularmente nas zonas rurais do país, levou a uma guerra civil conhecida como Guerra Cristera que durou de 1926 a 1929. Simultaneamente, durante 1926 a 1927, a FAM contra atacou os rebeldes armados Yaque nas montanhas do estado de Sonora.
Em maio de 1927, enquanto Obregón parecia impor a Presidência a Calles, o general Arnulfo R. Gómez declarou em situação de incumprimento contra Calles e Obregón. Suas bases de operações eram em Puebla e particularmente em Veracruz,  onde levou cerca de 2000 soldados desertores federais. Os EUA enviou ao México mais aviões militares para conter as rebeliões internas. Uma vez que a FAM estava modernizado, o golpe militar foi suprimida.
Em 3 de março de 1929 eclodiu um outro golpe militar chamada Rebelião escobarista ou "Rebelião Renovadora", encabeçada pelo general José Gonzalo Escobar. Naquele tempo, os avião de combate da FAM consistia nos desgastados Bristol Fighter F-2B, Bristol Boarhound, De Havilland DH-4B e um Douglas 0-2C que não foi suficiente para contrariar o poder de Escobar. Neste contexto, o governo do México, convenceu o governo dos EUA para promover a paz no sul da fronteira, e fornecer rapidamente doze novos aviões Corsair O2U-2M com motores Wasp R-1400 de 400 hp, nove Douglas O-2M, quatro Stearman C-3B e seis Waco Taperwing. Apenas duas semanas após o pedido, vários pilotos mexicanos mudou-se para Brownsville, Texas e Nova York para tomar posse de novos aviões. Depois de várias batalhas e ataques aéreos em 25 de março de 1929, o general Calles levou a decisiva e sangrenta batalha de Jimenez, Chihuahua. O Rio Florido dividia as tropas de ambos os lados para que a artilharia e a Força Aérea fossem determinantes para a derrota de Escobar.
Em maio de 1938 rebelaram se o general Saturnino Cedillo, e o presidente Lázaro Cárdenas moveu se para San Luis Potosí com objetivo de vencer. Sob o comando do Coronel Alfredo Lezama Álvarez, organizou se um esquadrão misto de combate com 17 caças. Os pilotos voaram em várias missões e bombardearam e derroram os rebeldes de forma eficaz. Cedillo percebeu que ele não poderia enfrentar a força da FAM em campo aberto, portanto, se refugiou nas montanhas da Região Huasteca, onde finalmente abandonanou seus homens dispersos.
Os principais aviões usados durante este confronto foram os novos biplanos Corsario V-99M que tinha cabina fechada, podiam carregar bombas e era equipado com uma metralhadora 0.30 e e flexíbilidvde na parte traseira do cockpit. Também foi utilizados os Fleet 21-M. Cedillo foi morto pelas forças federais em 1939.

### Segunda Guerra Mundial
Embora no início da II Guerra Mundial o México manteve sua posição de neutralidade, em maio 1942 navios mexicanos que fornecia petróleo para os Estados Unidos (Potrero del Llano, Faja de Oro, Tuxpam e Las Choapas) foram atacados no Golfo do México por submarinos alemães, assim que o presidente Manuel Ávila Camacho declararou guerra à Alemanha, Japão e Itália. Camacho decidiu contribuir para o esforço da guerra junto aos enviando um contingente cuja performance foi significativa, sem representar um alto custo humano e econômico.

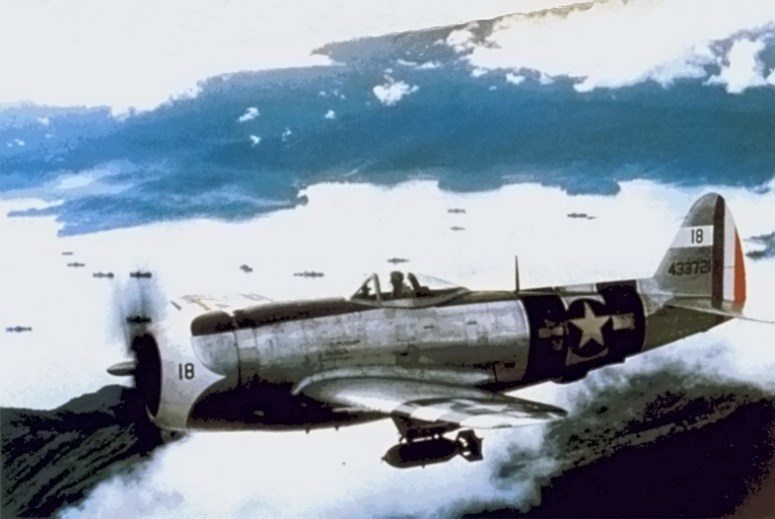
P-47 Thunderbolt mexicano sobre a Filipinas, 1945.

Em julho de 1944, o México enviou um grupo composto por 299 elementos das diversas unidades e departamentos do exército para ser treinado nos Estados Unidos. Naturalmente, foram selecionados os melhores pilotos e técnicos da Força Aérea, como o capitão Pedro Martínez de la Concha, entre muitos outros itens valiosos.
Este grupo foi chamado de Esquadrão de Combate 201 e no dia 27 de fevereiro de 1945, embarcou no navio Fairisle no porto de São Francisco para Manila, Filipinas.
 Depois de se familiarizar com os procedimentos e as área de operações, em 17 de maio começaram a fazer voos na zona de combate com os caças P-47 Thunderolt, junto com as unidades dos Estados Unidos, acumulando mais de 280 horas de voo em 59 missões em apoio a tropas terrestres, bombardeado e atacado posições japonesas.

### Época Contemporânea
A sequência do conflito com a Guatemala em 1959, o México chegou a entrar na era do jato, quando recebeu em fevereiro de 1961 quinze aeronaves Vampire MK-3 e cinqüenta Lockheed T-33A Shooting Star, realizada em 23 de maio de 1961 o primeiro voo em avião a jato da Força Aérea Mexicana. Em agosto de 1982, iniciou se a compra de doze caças supersônicos F-5 Tiger II, assim criando o Esquadrão de Defesa Aérea 401. Em 1996 iniciou se a chamada "Era da Rússia' com a aquisição dos helicópteros russos Mi-8/17 e, Antonov An-32B. No ano de 2000 foram adquiridos aviões mais modernos para a aviação militar mexicana, os sofisticados jatos brasileiros EMB-145 para a vigilância aérea.
O Secretário de Defesa Nacional, o general Guillermo Galván, em 2006, solicitou uma ampliação de 32 milhões de pesos ao orçamento do Ministério da Defesa para modernizar as forças armadas, incluindo a compra de navios, aeronaves e radares, o orçamento foi aprovado pela Câmara dos Deputados, a FAM recebeu $612 milhões de pesos 2007 e projetado para receber $1,000 milhões de pesos em 2008.
Em julho de 2007, após 46 anos de funcionamento, finalmente é dado baixa referindo se ao uso dos antigos aviões Lockheed T-33A.

## A Força Aérea atualmente
Embora o México seja um país sem inimigos, a FAM está muito ativo e aumentou o apoio à Guerra contra o narcotráfico no México. A FAM tem uma adequada frota aérea militar para atender às necessidades do país, contando com aviões de combate, aviões táticos, aviões de carga, transporte, formação, reconhecimento e guerra eletrônica.
Além disso, a Força Aérea proporciona auxilio para os civis em caso de catástrofes naturais ou de diversas contingências, transportando alimentos e medicamentos, entre outros. Um exemplo claro é a inundações em Tabasco e Chiapas, em 2007, o transporte aéreo entre Cidade do México e Villahermosa. A FAM também representa o México com ajuda humanitária a outros países, se necessário.
O principal emblema e cocar da Força Aérea Mexicana em suas aeronaves e é composto por três triângulos equiláteros invertidos, concêntricos, e cores vermelho, branco e verde, fora do centro. A distância dos centróides (correspondente) de cada triângulo à extremidade de cada triângulo é na proporção 1 (verde), 2 (branco), 3 (vermelho).
O emblema é exibido em ambos os lados da fuselagens das aeronaves, com exceção de alguns aviões do Hangar Presidencial. Outra característica que distingue a aeronave da FAM é composta por três listras verticais verde-branco-vermelho no leme. Em alguns aviões de vigilância são suprimidos listras no leme e o cocar é pintado em três tons cinzento. Este emblema, também conhecida como "Triângulo FAM" é usada nos desenhos dos escudos realizadas pela tripulação de voo e de vestuário, bem como na concepção dos braços das escolas de educação militar do FAM.

## Organização
O Comandante da Força Aérea Mexicana está no cargo da Força Aérea e está sob as ordens do Secretário de Defesa Nacional (SEDENA). O segundo cargo do FAM é o Chefe do Estado Maior da Força Aérea, que por sua vez dependem do Vice-Chefe Operacional e Chefe Administrativo.
A infra-estrutura da FAM é organizado da seguinte forma:
| Sede                               | Totais |
| ---------------------------------- | ------ |
| Quartel General (Chefaturas)       | 1      |
| Regiões Aéreas                     | 4      |
| Grupos Aéreos                      | 5      |
| Bases Aéreas Militares             | 18     |
| Campus de Educação                 | 4      |
| Estações Aéreas Militares          | 8      |
| Manutenção Geral                   | 2      |
| Manutenção de Eletrônica           | 2      |
| Depósitos de Abastecimentos Aéreos | 2      |
| Centros de análises meteorológicos | 2      |

### Regiões e bases aéreas
A FAM tem 18 bases aéreas,
cada uma pertence a determinada região geográfica do país.

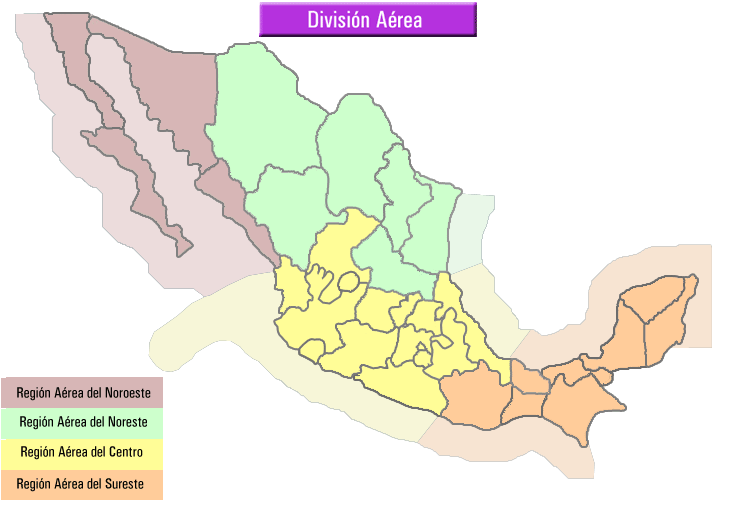
Divisões de áreas do espaço aéreo mexicano

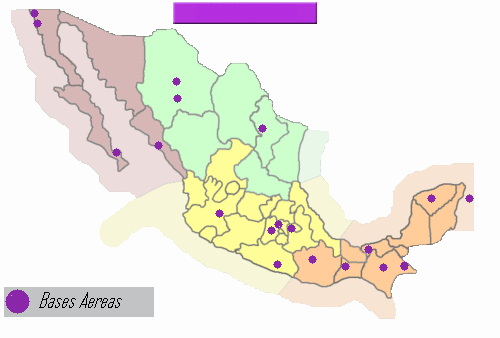
Bases Aéreas da FAM

Regiões
| Regiões  | Sede                               | Estados que fazem parte |
| -------- | ---------------------------------- | --- |
| Centro   | Cidade do México, Distrito Federal | Aguascalientes, Colima, Distrito Federal, Guanajuato, Guerrero, Hidalgo, Jalisco, Estado de México, Michoacán, Morelos, Nayarit, Puebla, Querétaro, Tlaxcala, parte central e norte de Veracruz e Zacatecas. |
| Sudeste  | Tuxtla Gutiérrez, Chiapas          | Campeche, Chiapas, Oaxaca, Quintana Roo, Tabasco, parte sul de Veracruz e Yucatán. |
| Noroeste | Mexicali, Baja California          | Baja California, Baja California Sur, Sinaloa, Sonora |
| Nordeste | Chihuahua, Chihuahua               | Chihuahua, Coahuila, Durango, Nuevo León, San Luis Potosí, Tamaulipas |

Bases Aéreas Militares (BAM):
| BAM N°. | Localização                   | Nome                                                                              | Regiões  |
| ------- | ----------------------------- | --------------------------------------------------------------------------------- | -------- |
| 1       | Santa Lucía, Estado de México | Base Aérea No. 1 Santa Lucía General Alfredo Lezama Álvarez                       | Centro   |
| 2       | Ixtepec, Oaxaca               | Base Aérea No. 2 Ixtepec General Antonio Cardenas Rodriquez                       | Sudeste  |
| 3       | Ensenada, Baja California     | Base Aérea No. 3 El Ciprés General Alberto L. Salinas Carranza                    | Noroeste |
| 4       | Cozumel, Quintana Roo         | Aeroporto Internacional de Cozumel General Eduardo Aldasoro Suárez                | Sudeste  |
| 5       | Zapopan, Jalisco              | Base Aérea No. 5 Zapopan Capitão Emilio Carranza Rodríguez                        | Centro   |
| 6       | Tuxtla Gutiérrez, Chiapas     | Base Aérea No. 6 Terán General Angel H. Corzo Molina                              | Sudeste  |
| 7       | Pie de la Cuesta, Guerrero    | Base Aérea No. 7 León González Pie de la Cuesta Gustavo Leon González             | Centro   |
| 8       | Mérida, Yucatán               | Aeroporto Internacional Manuel Crescencio Rejón General Roberto Fierro Villalobos | Sudeste  |
| 9       | La Paz, Baja California Sur   | Aeroporto Internacional Manuel Márquez de León General Gustavo S. Salinas Camiña  | Noroeste |
| 10      | Culiacán, Sinaloa             | Aeroporto Internacional Federal de Culiacán                                       | Noroeste |
| 11      | Santa Gertrudis, Chihuahua    | Base Aérea No. 11 Santa Gertrudis Tenente Coronel Juan Pablo Aldasoro Suárez,     | Nordeste |
| 12      | Tijuana, Baja California      | Aeroporto Internacional General Abelardo L. Rodríguez                             | Noroeste |
| 13      | Chihuahua, Chihuahua          | Aeroporto Internacional General Roberto Fierro Villalobos                         | Nordeste |
| 14      | Apodaca, Nuevo León           | Aeroporto Internacional del Norte                                                 | Nordeste |
| 15      | Oaxaca, Oaxaca                | Aeroporto Internacional Xoxocotlán                                                | Sudeste  |
| 16      | Pemex, Tabasco                | Base Aérea No. 16 Ciudad Pemex                                                    | Sudeste  |
| 17      | Comitán, Chiapas              | Base Aérea No. 17 Copalar                                                         | Sudeste  |
| 18      | Hermosillo, Sonora            | Aeroporto Internacional General Ignacio Pesqueira García                          | Noroeste |

### Graduações
As Graduações da Força Aérea Mexicana, é da mesma forma como no Exército Mexicano e na Marinha do México, são classificados em cinco categorias:
Generales (Generais), Jefes (Chefes), Oficiales (Oficiais), Clases (Classes) e Tropa (Tropa).
| Graduação          | Insignia |
| ------------------ | -------- |
| General de Divisão |          |
| General de Ala     |          |
| General de Grupo   |          |
| Coronel            |          |
| Tenente Coronel    |          |

| Graduação       | Insignia |
| --------------- | -------- |
| Major           |          |
| Primero Capitão |          |
| Segundo Capitão |          |
| Tenente         |          |
| Subtenente      |          |

| Graduação        | Insignia |
| ---------------- | -------- |
| Primero Sargento |          |
| Segundo Sargento |          |
| Cabo             |          |
| Primeiro Soldado |          |
| Soldado          |          |

## Formação
O FAM oferece apresenta estudos de nível superior, médio superior, carreira de técnico, treinamento tático e na formação técnica especializada em suas respectivas escolas:

### Colégio do Ar

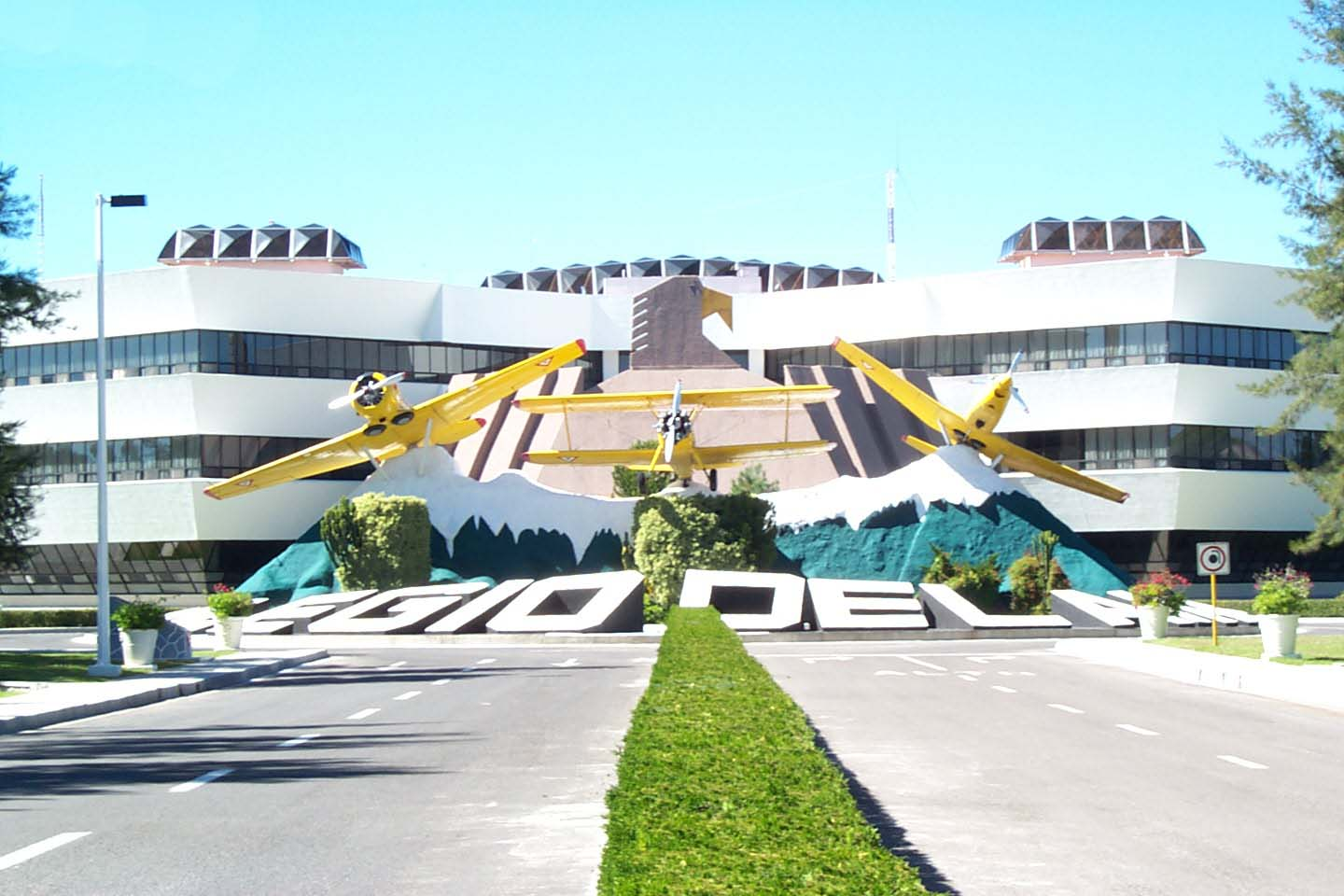
Fachada principal do Colégio do Ar

Desde que a Escola Nacional de Aviação foi inaugurado em 1915, teve diferentes nomes ao longo dos anos, até que finalmente, em 1959 intregou as escola militar de meteorologia, de mecânicos e especialistas em aviação, constituindo o campus educativo que orientam a educação militar aérea: "O Colégio do Ar", que desde 9 de setembro de 1959 dirigiu na formação de oficiais da Força Aérea. O Colégio do Ar é o conjunto de instituições acadêmicas na Força Aérea Mexicana e é composta por quatro escolas : Escola Militar de Aviação, Escola Militar de Manutenção e Abastecimento, da Academia Militar de Especialistas em Aeronáutica e da Escola Militar de Tropas Especiaslistas da Força Aérea. São oferecidos cursos de treinamento de pilotos oficiais e oficiais de diversas especialidades técnicas do FAM.
Academia Militar da Aviação (EMA)
A admissão para a Força Aérea se realiza através do alistamento militar no Ministério da Defesa Nacional que é realizada a cada ano, Atualmente a FAM oferece os estudos de nível superior a quem se interessar pela carreira de piloto militar. Estes consistem num período de quatro anos e usam as instalações do Colégio Militar do Ar e a Base Aérea Militar N º 5.
Os temas propostos para a formação de pilotos e entre outros consiste em comunicações e tática de aviação, tática geral aérea, meteorologia, navegação aérea, controle de tráfego aéreo, rádiocomunicão e cultura em geral, juntamente com cerca de 250 horas de voo. Durante o primeiro ano, o treinamento é teórico. No segundo ano são usados aviões dos EUA, Bonanza F-33C para o treinamento em voo. O Terceiro ano para os cadetes usam os Aermacchi SF260EU para as acrobacias, e mais tarde o Pilatus PC-7 e PC9 para o treinamento de voo avançado.
Dentro de cada uma destas etapas são treinados as acrobacias aéreas, a fase tática, instrumentos de voo,  navegação de voo, e treinamento aéreos, entre outros, mesmo que aumentam a sua complexidade como cadete ele avança este anualmente.
A primeira mulher que vai se formar como piloto na história da FAM, Andrea Cruz Hernández, foi admitido como cadete na Escola Militar de Aviação, em 2007.
Escola Militar de Especialistas da Força Aérea (EMEFA)
A Escola Militar de Especialistas da Força Aérea oferece uma bolsa integral com duração de três anos para a formação de oficiais meteorologistas e controladores de voo, obtendo o nível de pós-graduação de Subteniente. As suas funções são a fornecer informações meteorológicas e controle de aeronaves militares ou civis.
Escola Militar de Tropas Especialistas da Força Aérea (EMTEFA)
A Escola Militar de Tropas Especialistas da Força Aérea é uma instituição de ensino militar, cuja missão é formar sargentos para a manutenção da aviação, o fornecimento de material aéreo, eletronica de aviação e armamento aéreo. A escola está localizada no Campo Militar N º 37-D, Santa Lucía.
Escola Militar de Manutenção e Abastecimento (EMMA)
Nesta escola estão Subtenentes especialistas em manutenção aeronáutica, eletronica de aviação, armamento aéreo e fornecimento de material aéreo.

### Entrada para a Força Aérea
Para ingresar em qualquer um dos Colégios da Força Aérea Mexicana, o SEDENA convoca um concurso para ingressar que é realizada todos os anos. Os requisitos são:
- Ser mexicano e não ter outra nacionalidade.
- Ser filho de pais mexicanos.
- Ter idade mínima de 15 anos de idade até 31 de dezembro do ano em que concorre.
- Idade máxima de 20 anos de idade até 31 de Dezembro do ano em que concorre.
- Ter concluído o ensino médio ou equivalente nenhuma dívida material.
- Medir mais de 1,65 m.

Para entrar em qualquer outra escola dependentes do Colégio do Ar (Escola de Aviação Militar, Escola Militar de Especialistas da Força Aérea, Escola Militar de Manutenção e Abastecimento, Escola Militar de Tropas Especialistas da Força Aérea), também deve realizar os seguintes testes: físicos, médico, cultural, psicologia aeronáutica e, em alguns casos, testes aeromedical e psicológico nível de 2° nível.
Museu do Colégio do Ar da Força Aérea Mexicana
Além de ter instituições de ensino no campo da aviação, a FAM também está interessado na cultura dos seus pilotos e público em geral. Para isso tem o "Museo del Colegio del Aire Força Aérea Mexicana", que mostra sua trajetória desde a fundação da "Escola Nacional da Aviação" em 1915 para o desempenho do Esquadrão 201 durante a Segunda Guerra Mundial. Este museu oferece visitas guiadas apenas para grupos.

## Frota
Por segurança, a FAM não publica detalhes da sua frota em serviço, no entanto, esta estimado em 241 aeronaves e 117 helicópteros.
| Tipo de Missões                      | Aeronave              | Modelo                              | Em serviço | Origem         | Imagem |
| ------------------------------------ | --------------------- | ----------------------------------- | ---------- | -------------- | ------ |
| Aviões de combate e interceptação    | F-5 Tiger II          | F-5E F-5F                           | 8 2        | Estados Unidos |        |
|                                      |                       |                                     |            |                |        |
| Aviões de combate de apoio           | Pilatus               | PC-7 PC-9M                          | 60 2       | Suíça          |        |
|                                      |                       |                                     |            |                |        |
| Aviões de transporte                 | C-130                 | A/E/MK1/MK3/L382G Hercules          | 7          | Estados Unidos |        |
|                                      | \| Boeing \|          | 787-8 Dreamliner                    | 1          | Estados Unidos |        |
|                                      | Boeing                | 727-200                             | 4          | Estados Unidos |        |
|                                      | Antonov               | An-32B                              | 3          | Rússia         |        |
|                                      | Arava                 | IAI-201                             | 9          | Israel         |        |
|                                      | Douglas               | DC-9                                | 1          | Estados Unidos |        |
|                                      |                       |                                     |            |                |        |
| Aviões de reconhecimento             | Embraer EMB-145 AEW&C | E-99 P-99                           | 1 2        | Brasil         |        |
|                                      | Fairchild             | C-26A Metroliner                    | 4          | Estados Unidos |        |
|                                      | Beechcraft            | C-90A King Air                      | 4          | Estados Unidos |        |
|                                      | Schweizer Aircraft    | SA2-37A                             | 1          | Estados Unidos |        |
|                                      | Cessna                | 182 Skylane 206 Stationair          | 70 9       | Estados Unidos |        |
|                                      | Pilatus               | PC-6                                | 4          | Suíça          |        |
|                                      |                       |                                     |            |                |        |
| Aviões de treinamento                | Aermacchi             | SF-260                              | 26         | Itália         |        |
|                                      | Beechcraft            | F-33C Bonanza                       | 29         | Estados Unidos |        |
|                                      |                       |                                     |            |                |        |
| Helicópteros de combate              | MD Helicopters        | 530F                                | 19         | Estados Unidos |        |
|                                      |                       |                                     |            |                |        |
| Helicópteros de transporte           | Bell                  | 206 212 412 412EP                   | 68 22 4 5  | Estados Unidos |        |
|                                      | Mil                   | Mil Mi-8 Mil Mi-17                  | 8 19       | Rússia         |        |
|                                      | Sikorsky              | CH-53 Sea Stallion UH-60 Black Hawk | 4 6        | Estados Unidos |        |
|                                      |                       |                                     |            |                |        |
| Helicópteros de treinamento          | Bell                  | 205 206B                            | 1 2        | Estados Unidos |        |
|                                      |                       |                                     |            |                |        |
| Helicópteros de reconhecimento       | Bell                  | 205 206                             | 1 4        | Estados Unidos |        |
|                                      |                       |                                     |            |                |        |
| Aviões de transporte executivo       | Boeing                | 737-300                             | 2          | Estados Unidos |        |
|                                      | Lockheed              | L-1329 Jetstar                      | 1          | Estados Unidos |        |
|                                      | Grumman               | Gulfstream III                      | 1          | Estados Unidos |        |
|                                      | Learjet               | 35A                                 | 1          | Estados Unidos |        |
|                                      |                       |                                     |            |                |        |
| Helicópteros de transporte executivo | Eurocopter            | Puma Super Puma                     | 2 6        | União Europeia |        |
|                                      |                       |                                     |            |                |        |
| Aviões histórico ainda em uso        | Stearman              | PT-17 Kaydet                        | 3          | Estados Unidos |        |
|                                      |                       |                                     |            |                |        |
| Aviões recentemente lançados         | Lockheed              | T-33 Shooting Star                  | 15         | Estados Unidos |        |
|                                      | Mil                   | Mil Mi-26                           | 1          | Rússia         |        |
| Boeing                               |                       |                                     |            |                |        |

### Interceptores F-5
Em 1981, o México adquiriu dos Estados Unidos doze aeronave F-5E / F, através de um contrato com a Northrop Aircraft Co., chamada projeto FMS IF-70 para a compra de dez aviões F-5E, e dois F-5F, peças, treinamento, armamento e manutenção de equipamentos. Em Agosto de 1982, os pilotos mexicanos começaram a se mover em escala de saídas da unidade de produção da fábrica de Northrop, na Califórnia. O registo das aeronaves F-5F matrícula 4501 e o F-5E matrícula 4001, foram os primeiros em 10 de agosto, quatro dias depois veio o F-5E 4002 e 4003, em 20 de agosto chegou o F-5E 4004 a F-5E e o F-5F 4502, e, finalmente, em 28 de Agosto o F-5E 4005.
Em setembro 1982 realizou-se sua primeira exibição ao público em voo de um caça supersônico da Força Aérea Mexicana. Durante o desfile em comemoração a independência do México em 1995, aconteceu um trágico acidente colidiram no ar um F-5, com três aeronaves T-33.
Após vinte e seis anos de serviço, o F-5E / F mexicanos foram mantidos operando. Recentemente, o F-5 foram colocadas para respectivos eventos comemorativos por seus XX e XXV aniversário da chegada ao país, bem como o aniversário de 91 anos da Força Aérea Mexicana. Em agosto de 2007, realizou-se uma celebração do 25 º aniversário da Esquadra 401, onde os 10 F-5 estão no México.
Na última década, tem havido rumores de sua substituição, em diversos meios de comunicação chegou ao interesse público substituir essas aeronaves pelos F-16, No entanto, a situação económica combina com a falta de um inimigo externo põe em causa a renovação, a curto prazo.

## Bibliografía
- Douglas, Taylor (1990). La gran aventura en México el papel de los voluntarios extranjeros en los ejércitos revolucionarios mexicanos, 1910 a 1915. pp. 281-283. [S.l.]: CIUDAD: México : Centro de Estudios Históricos, El Colegio de México, 1990. OCLC 48278269